# Wenn du da bist
"Wenn du da bist" (Em português: Quando estás aqui) foi a canção austríaca no Festival Eurovisão da Canção 1981 interpretada em alemão por Marty Brem. A referida canção tinha letra e música de Werner Böhmler e foi orquestrada por Richard Richard Österreicher.
O referido tema é uma balada de amor, em que se Brem compara como se sente quando o seu amor está com ele e quando não está. Na atuação Marty Brem surgiu rodeado por quatro raparigas dançarinas com um vestuário fora do habitual: uma das cantoras-dançarinas usava um na cabeça um capacete usado no futebol americano, um fato de banho com o número 7 e meias usadas por praticantes de aeróbica. Enquanto Brem cantava, as raparigas dançavam.

Esta canção foi a primeira a atuar na noite do evento (seguida da canção turca Dönme Dolap, interpretada por Modern Folk Üçlüsü & Ayşegül Aldinç). No final da votação, a canção austríaca recebeu 20 pontos e classificou-se no 17º lugar (entre 20 países participantes)